# Elise Vogel
Elise Vogel, lettisch Elīza Fogele (* 26. Juni 1895 als Elise Johanna Kalsing in Riga; † nach 1943) war eine lettische Schachspielerin deutsch-baltischer Herkunft.

## Leben
Vogel war eine Tochter von Robert Johann Bernhard Kalsing (August 1868–14. Dezember 1943) und dessen Frau Florentine „Slona“ Elise (geborene Scheffel), die im Jahr 1884 geheiratet hatten. Das Taufdatum von Elise Johanna Kalsing kann aufgrund einer Meldung in den Rigaer Stadtblättern auf Ende Juli 1895 im Dom zu Riga datiert werden. Im April 1928 heiratete sie den Kontoristen Johannes Vogel.
In den 1930er Jahren war Vogel eine der stärksten lettischen Schachspielerinnen, die erfolgreich an den lettischen Frauenmeisterschaften sowie anderen, auch Männerturnieren teilnahm. Vor 1937 siegte sie bei den Stadtmeisterschaft von Hamburg. Im April 1937 teilte sie sich beim „6. lettländischen Schachkongress“ im Damenturnier den Sieg mit Milda Lauberte, sie verlor jedoch bei dem anschließenden Wettkampf das Entscheidungsspiel gegen Lauberte mit 0:4. Diese erhielt somit den Titel „Lettländischer Schachmeister“. Bei der zweiten lettischen Frauenmeisterschaft 1938 teilte Vogel den ersten Platz mit Emīlija Šmite und Marta Krūmiņa. 1939 gewann sie das Zusatzturnier zur lettischen Frauenmeisterschaft und erhielt als zweite lettische Spielerin den Titel „Frauenschachmeisterin“. Im Dezember 1939 nahm sie am A-Turnier des lettischen Schachverbands teil und erreichte dort ein Remis gegen Karlis Ozols.
Im Zuge der „Rücksiedlung“ der Deutschbalten gab der Ehemann Johannes Vogel im Dezember 1939 die lettische Staatsbürgerschaft auf. Die Familie Vogel zog Anfang 1940 nach Deutschland.
Vogels Name taucht im Dezember 1943 im Zusammenhang mit dem Tod ihres Vaters und dessen Beisetzung in einer Todesanzeige auf. Nach dem Wunsch ihres Vaters wurde dieser am 17. Dezember 1943 auf dem Waldfriedhof in Coswig in „Deutscher Erde“ beigesetzt. Danach verliert sich ihre Spur.